# Аш, Григорий Фёдорович
Барон Григорий (Егор) Фёдорович Аш (1729—1807) — доктор медицины, генерал-штаб-доктор, член медицинской коллегии и комиссии об училищах.

## Биография
Григорий Аш родился 12 апреля 1729 года в городе Санкт-Петербурге. Первоначальное образование получил в доме своего отца, петербургского почт-директора Фёдора Юрьевича Аша, затем был отправлен отцом за границу, где изучал медицину. В Гёттингенском университете получил степень доктора медицины.
Посетив Бельгию, Англию, Францию, Германию и Голландию, он возвратился в Россию и был принят на государственную службу с обязанностью разыскивать места, где находятся целительные колодцы минеральных вод, покупать эти воды и пересылать в медицинскую канцелярию, которой предоставлена была монополия продажи иностранных минеральных вод.
По возвращении в Россию в 1752 году, он был назначен исправляющим должность штадт-физика, затем, последовательно состоял с 1753 по 1759 год дивизионным врачом расположенной в Финляндии дивизии графа А. И. Шувалова, старшим врачом морского кадетского корпуса; в 1760 г. он был назначен штаб-доктором находившейся по случаю семилетней войны в Пруссии армии А. Б. Бутурлина
Три года спустя, при учреждении медицинской коллегии, он был избран «первым членом» её и в качестве депутата этого учреждения участвовал в 1767 году в работах комиссии нового Уложения. В ноябре 1768 года был командирован врачом в 1-ю армию, из Турции был вызван графом Орловым в Москву для принятия мер против чумы. В 1773 году, находясь в Молдавии и за Дунаем в войсках, действовавших против турок, обнаружил большую опытность в борьбе с чумой, свирепствовавшей в армии.
По заключении мира с турками, в июне 1775 года, вновь приступил к своим обязанностям при санкт-петербургской дивизии и в медицинской коллегии. В 1779 году Императорская Академия наук избрала его в свои почётные члены, а император Павел, при своей коронации, пожаловал его в действительные статские советники.
Болезненно тщеславный Аш уговорил директора Санкт-Петербургского монетного двора выбить медаль в память своих заслуг. Этот самовольный поступок вызвал неудовольствие правительства, и Аш вынужден был выехать за границу.
Барон Григорий Фёдорович Аш скончался 23 июня 1807 года в городе Гёттингене.